# Agathis
Agathis er en slægt af nåletræer, der er udbredt i New Zealand, Australien, Malaysia og ø-havet øst for Malaysia og nord for Australien. Slægten har 21 arter som alle er stedsegrønne. På engelsk og flere andre sprog er slægten også kendt under navnet kauri.
Alle arterne har mægtige stammer der mangler grene på den nederste del. Agathis australis kan blive op til 50 m høj med en stammetykkelse på op til 5 m. Tømmeret er af god kvalitet og bruges bl.a. til guitarer.
Skove med Agathis er blandt de ældste i verden – forgængerne fremkom allerede i juratiden.
| Portal | Portal:Botanik |